# میلان موشکاتیروویچ
میلان موشکاتیروویچ (انگلیسی: Milan Muškatirović؛ ۹ مارس ۱۹۳۴ - ۲۷ سپتامبر ۱۹۹۳) بازیکن واترپلو اهل یوگسلاوی بود.
وی در مسابقات کشوری و بین‌المللی در مجموع برندهٔ ۳ مدال نقره شده‌است.